# Hinke Osinga
Hinke Osinga (ur. w 1969 w Dokkum) – holenderska matematyczka, od 2011 profesor University of Auckland. Zajmuje się układami dynamicznymi i analizą numeryczną.

## Życiorys
Studiowała matematykę na Uniwersytecie w Groningen, gdzie w 1996 uzyskała też stopień doktora. Karierę zawodową rozpoczęła na macierzystej uczelni. Następnie pracowała w USA i Wielkiej Brytanii, a od 2011 jest profesorem University of Auckland. 
Swoje prace publikowała m.in. w „SIAM Journal on Applied Dynamical Systems”, „International Journal of Bifurcation and Chaos in Applied Sciences and Engineering”, „Nonlinearity" i „Discrete and Continuous Dynamical Systems”.
W 2014 roku wygłosiła wykład sekcyjny na Międzynarodowym Kongresie Matematyków w Seulu, a w 2019 na konferencji Dynamics, Equations and Applications (DEA 2019). W 2016 została (jako pierwsza matematyczka) członkinią Royal Society of New Zealand Te Apārangi.
Wypromowała kilkunastu doktorów.